# 張鵬程
張鵬程（？—？），字萬里，山西平陽府蒲州人，軍籍，明朝政治人物。

## 生平
山西鄉試第六十一名舉人。正德六年（1511年）中式辛未科進士。

## 家族
曾祖張迪；祖父張得林；父張翺，母王氏。重庆下。弟鵬翼。